# مجلة الطب التجريبي
مجلة الطب التجريبي، هي مجلة طبية شهرية يتم مراجعتها من قبل الأقران تنشرها مطبعة جامعة روكفلر وتنشر أوراق بحثية وتعليقات حول الآليات الفسيولوجية والمرضية والجزيئية التي تشمل المضيف استجابته للمرض. تساهم المجلة على أولويات الدراسة على الكائنات الحيه السليمه، اهتمامها حول الدراسات البشرية ادى إلى التزامها بالنشر. تغطي الموضوعات التي يتم تناولها علم المناعة والالتهاب والأمراض المعدية وتكوين الدم والسرطان والخلايا الجذعية وبيولوجيا الأوعية الدموية. ويوجد للمجله ثلاثه عشر محررا اكاديميا وليس رئيس تحرير واحد

## التاريخ
كلية جونز هوبكنز للطب انتجت المجله في عام 1896وكان مؤسسها ويليام اتش ويلش، اللذي كان أول رئيس للمدرسة ومؤسس ا لمجلس المديرين العلميين لمعهد روكفلر (الذي أعيد تسميته منذ ذلك الحين باسم جامعة روكفلر). منذ بدايتها، صمم ويلش المجلة بنفسه - حتى أنه كان يصمم المخطوطات أثناء تواجده في مباريات البيسبول. في شهر مارس 1902، أصبح الثقل التحريري أكبر من أن يتحمل ولش، الذي لم يستطيع نشر الأوراق عن نشر الأوراق وبدأ في تخزين المخطوطات والمراسلات التي لم يرد عليها في مكتبه، موضحًا الغياب الواضح للأوراق المنشورة من عام 1902 إلى عام 1904.
طلب ولش مجلس إدارة معهد روكفلر لادارة المجلة في شهر أكتوبر 1902تطلب نقل الملكية ومسؤوليات النشر النقل المادي للمخطوطات من مكتب ويلش، الذي كان من تكليف مدير معهد روكفلر، سيمون فلكسنر، الذي حمل المخطوطات المهجورة من بالتيمور إلى مدينة نيويورك في حقيبة
ظهر العدد الأول في شهر فبراير 1905الذي تم نشره في معهد روكفلر، اللذي عمل فيه فليكسنر كمحرر، وتم إنتاج المجلة بانتظام منذ ذلك الوقت.خاصةً أن معهد روكفلر اعتمد المجلة كمكان إنتاج أبحاث المعهد الخاصة، إلا أنها قبلت أيضًا الطلبات من الخارج. حتى في السنوات الأولى، جاء أكثر من نصف الأوراق المنشورة في المجلة من مختبرات خارجية.
يوجد أرشيف عبر الإنترنت للمقالات التي يرجع تاريخها إلى عام 1896 بشكل نصي وPDF (المواد من عام 1996 وما قبلها موجوده فقط بتنسيق PDF). المواد التي يتجاوز عمرها ستة أشهر متوفرة مجانًا، كما أنه يمكن ايجاد كل الأوراق متاحه مجانًا للبلدان النامية. يتم أيضًا ايجاد كل المحتوى في PubMed Central ، حيث يكون متاحًا للناس بعد ستة أشهر من النشر. تظل حقوق النشر للمقالات مع المؤلفين ويمكن للجهات الخارجية إعادة استعمال المحتوى بعد 6 أشهر بموجب شروط ترخيص Creative Commons Attribution-Noncommercial-Share Alike 3.0 Unported.

## عامل التأثير
مما جاء في تقارير Journal Citation Reports ، فان المجلة عام 2017 استلمت عامل تأثير قدره 10.790، اللذي جعلها تاخذ المرتبة الثامنه من أصل 155 مجلة في صنف «علم المناعة»  والسادسة من أصل 133 مجلة في فئة «الطب والبحوث والتجريبية».